# Dawn Silva
Dawn Silva (n. 1954) este o vocalistă americană de muzică funk.
Silva s-a născut în Sacramento, California. Și-a început cariera ca vocalistă de fundal în Sly and the Family Stone. S-a alăturat colectivului P-Funk în 1977. A fost singura membră originală a formației Brides of Funkenstein care a rămas în grup până la destrămarea lui. Primul single al formației Brides of Funkenstein la Atlantic Records, „Disco to Go”, s-a vândut în peste cinci sute de mii de unități fiind creditat cu disc de aur. În 1979, împreună cu Shelia Horne și Jeanette McGruder, a lansat discul single de succes „Never Buy Texas from a Cowboy”.